# Glocke (Chartuzac)

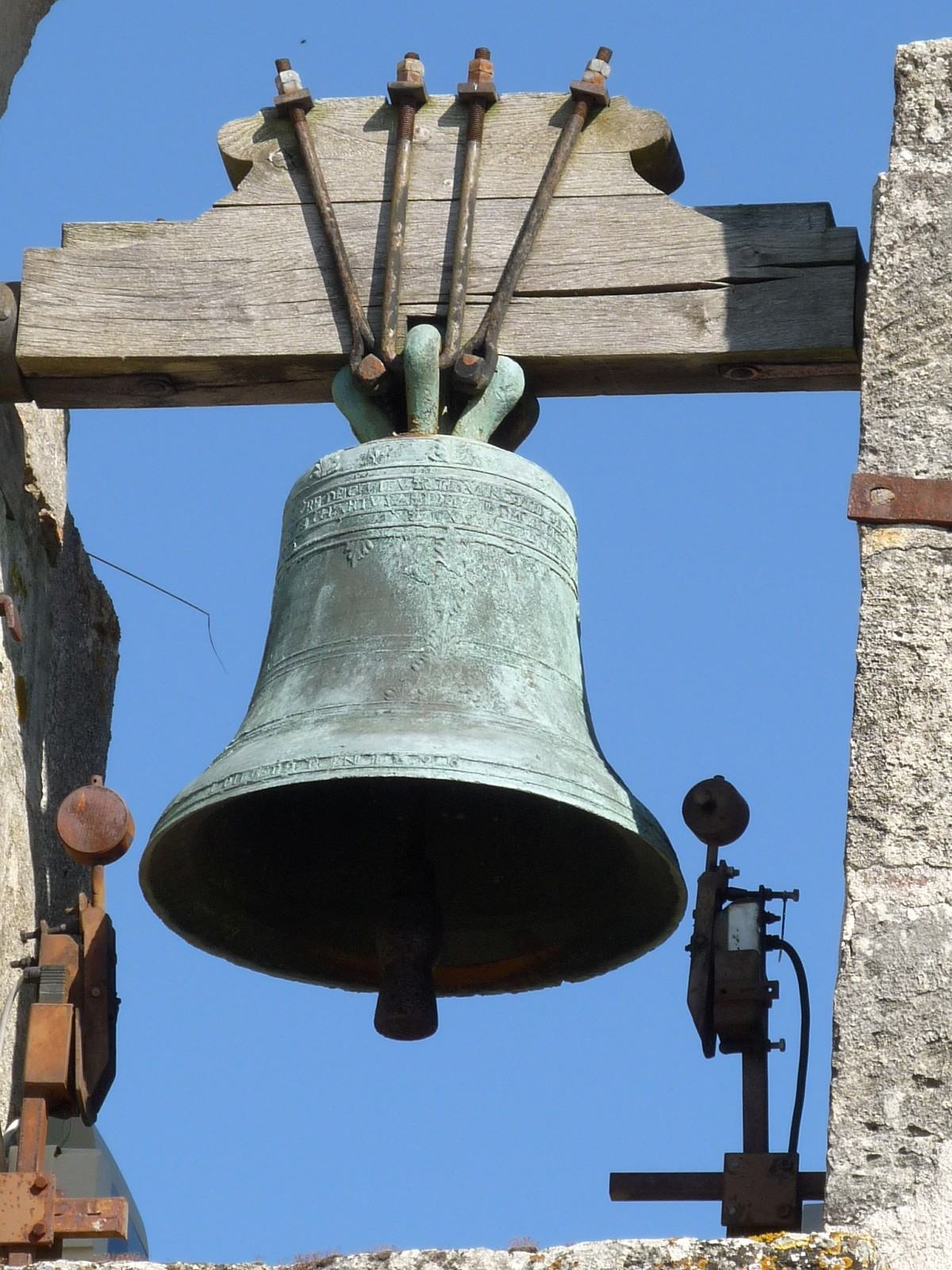
Glocke in Chartuzac

Die Glocke in der Kirche St-Vincent in Chartuzac, einer französischen Gemeinde im Département Charente-Maritime der Region Nouvelle-Aquitaine, wurde 1696 in der Glockengießerei Roch und Pillet gegossen. Die Kirchenglocke aus Bronze ist seit 1911 als Monument historique klassifiziert. 
Sie trägt folgende Inschrift: „STE VINCENTI ORA PRO NOBIS. BENIE PAR MRE FRANÇOIS MONSNEREAU CURE DE CE LIEU PARAIN MRE CLAUDE DE ST SIMON CHEVALLIER SEIGNEUR DE MONBLERN ET CHARTUSA TUGERAS ET VILLESAUSER MARAINE DAME FRANÇOISE DE IOIGNY EN 1696“.